# 郝大猷
郝大猷（1553年—？），字定甫，號星湖，直隸廣平府邯鄲縣人，民籍，明朝政治人物。

## 生平
萬曆七年順天府鄉試第三名舉人，萬曆八年（1580年）庚辰科會試第六十一名，登三甲第一百七十一名進士。户部觀政，本年授济南府推官，十三年升吏部主事，十五年升员外郎，十六年养病。
萬曆二十一年（1593年）考察，降职为两淮盐运司判官，二十二年升汝宁府通判，二十五年补青州府通判，二十六年升户部主事，二十七年升郎中，大同管粮，三十一年升辽东副使，三十二年改山西口北道，三十三年升右参政兼佥事，三十五年七月升山西按察使，照旧管事，三十六年回籍，三十八年考察。

## 家族
曾祖郝宗，曾任義官；祖父郝津；父郝鮤，曾任壽官，封推官。母馬氏。